# Hockey Club Asiago 1992-1993
Questa pagina contiene i dati relativi alla stagione hockeystica 1992-1993 della società di hockey su ghiaccio HC Asiago.

## Piazzamento
- Campionato: 5° in serie A1.
- Competizioni europee: 7° in Alpenliga.

## Roster
- Mario Brunetta
- Manny Butera
- Gianfranco Basso
- Roberto Cantele
- Fabio Rigoni
- Paolo Cantele
- Gianluca Schivo
- Gaetano Miglioranzi
- Antonio Armando Savarin
- Stefano Segafredo
- David Franzosa
- Franco Vellar
- Sandro Baù
- Anthony Szabo
- Jim Camazzola
- Pierangelo Cibien
- Frank Di Muzio
- Jason Cirone
- Mark Montanari
- Mustafà Besic
- John Parco
- Lucio Topatigh

### Allenatore
Paul Arsenault, sostituito da Douglas A. Mason dal 26 dicembre 1992.